# Pomnik Friedricha Bogislava von Tauentziena
Pomnik Friedricha Bogislava von Tauentziena – pomnik pruskiego generała, będący jednocześnie jego sarkofagiem, który znajdował się w centralnej części obecnego pl. Kościuszki (niegdyś pl. Tauentziena) we Wrocławiu. Zniszczony w 1945 roku.

## Historia
Generał Friedrich Bogislav von Tauentzien, który w roku 1760 obronił Wrocław przed naporem wojsk austriackich, zgodnie ze swoim życzeniem spoczął w miejscu swojego triumfu – przed Bramą Świdnicką, na południowym przedpolu fortyfikacji miejskich. Początkowo jego nagrobkiem była skromna płyta, ale wkrótce syn generała, Bogislav Friedrich Emanuel von Tauentzien, postanowił uczcić pamięć ojca i jego zasługi dla miasta, ufundowawszy mu okazały grobowiec, będący jednocześnie jego pomnikiem. Do wykonania tego dzieła zatrudnił twórców Bramy Brandenburskiej w Berlinie, architekta Carla Gottharda Langhansa i rzeźbiarza Johanna Gottfrieda von Schadowa. Odsłonięcia pomnika dokonano w cztery lata po śmierci generała, w roku 1795. W roku 1807, po zburzeniu fortyfikacji miejskich, dowodzący francuskimi wojskami okupacyjnymi we Wrocławiu książę Hieronim Bonaparte nakazał wytyczenie na obszarze Wygonu Świdnickiego placu musztry. Plac ten miał kształt kwadratu, a pomnik Tauentziena stanowił jego centralny punkt. W czasie zabudowywania Przedmieścia Świdnickiego, w pierwszej połowie XIX wieku, założenie to zostało zachowane i od tej pory kwadratowy plac z centralnie położonym pomnikiem stanowił charakterystyczny element tej części miasta. Pomnik został odnowiony w latach 1888–1890. Likwidacji pomnika dokonano w roku 1945, kiedy usuwano we Wrocławiu także inne pomniki pruskich bohaterów. Całość została zniszczona w ciągu jednego dnia, a poszczególne fragmenty pomnika wywiezione w nieznanym kierunku. Nieznany jest także dalszy los doczesnych szczątków Tauentziena, które spoczywały wewnątrz sarkofagu. Rok później w miejscu pomnika władze miejskie ustawiły kamień pamiątkowy ku czci Bojowników o Wyzwolenie Narodowe i Społeczne.

## Opis
Pomnik Tauentziena składał się z trzech części. Dolną częścią był wykonany z labradorytu cokół, na którym umieszczono dwie marmurowe płaskorzeźby autorstwa von Schadowa. Pierwsza z nich, na stronie frontowej przedstawiała obronę Wrocławia w roku 1760, natomiast na drugiej wykuta została scena kapitulacji twierdzy w Świdnicy. Obie płaskorzeźby w czasie renowacji pomnika w latach 1888–1890 zostały zastąpione ich brązowymi odlewami, oryginały zaś umieszczono w Śląskim Muzeum Sztuk Pięknych. Na cokole znajdował się wykonany z ciemnego marmuru sarkofag z trumną w której spoczywały szczątki generała. Sarkofag ozdobiony był okrągłą tablicą z brązu, na której umieszczono portret generała. Pomnik wieńczyła  naturalnej wielkości piaskowcowa rzeźba Bellony, przedstawionej jako żałobnica, opłakująca stratę bohatera. Całość otoczona była żeliwnym ogrodzeniem.